# Hronská Dúbrava
Hronská Dúbrava – wieś (obec) na Słowacji położona w kraju bańskobystrzyckim, w powiecie Żar nad Hronem. Pierwsze wzmianki o miejscowości pochodzą z roku 1388. 
Według danych z dnia 31 grudnia 2012, wieś zamieszkiwało 409 osób, w tym 199 kobiet i 210 mężczyzn.
W 2001 roku rozkład populacji względem narodowości i przynależności etnicznej wyglądał następująco:
- Słowacy – 93,8%
- Czesi – 0,26%
- Romowie – 3,36%
- Węgrzy – 0,26%

Ze względu na wyznawaną religię struktura mieszkańców kształtowała się w 2001 roku następująco:
- Katolicy rzymscy – 75,45%
- Grekokatolicy – 1,29%
- Ewangelicy – 9,56%
- Prawosławni – 0,26%
- Ateiści – 8,79%
- Nie podano – 4,65%